# Hope for Haiti Now: A Global Benefit for Earthquake Relief

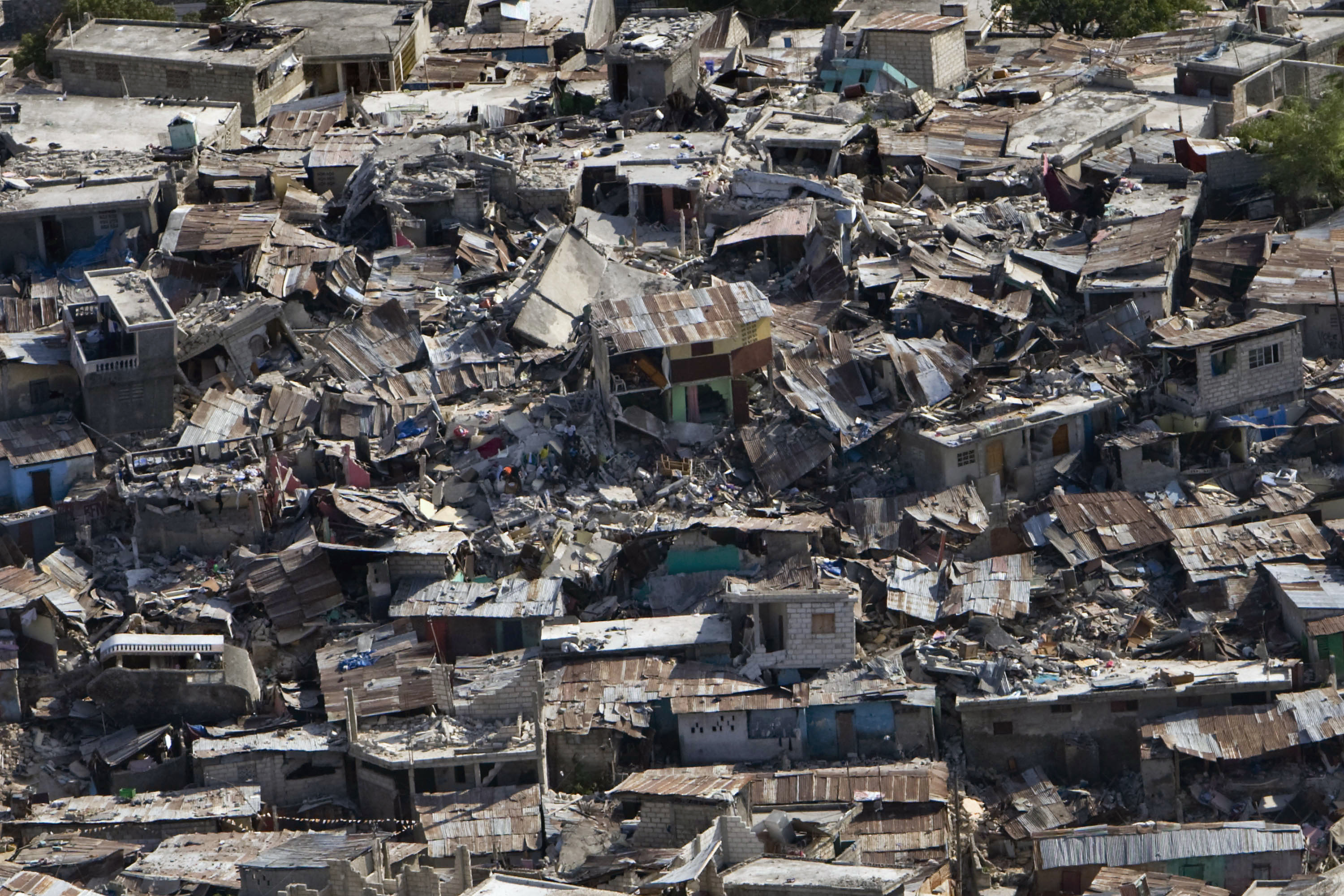
Ciudad de Puerto Príncipe dañada por terremoto de magnitud 7 en 2010.

Hope for Haiti Now: A Global Benefit for Earthquake Relief (en español: Esperanza para Haití ahora: Un Beneficio global para el socorro por el terremoto) es un teletón caritativo emitido el 22 de enero de 2010 desde las 8 p. m. hasta las 10 p. m. tiempo del Este, y el 23 de enero de 2010 desde la 1 a. m. hasta las 3 a. m. UTC. El teletón fue uno de los más distribuidos en la historia. El evento fue transmitido desde el estudio 36 en CBS Television City, Los Ángeles desde el Kaufman Astoria Studios en Queens, Nueva York y desde el club privado The Hospital en Londres. También hubo reportes en vivo desde Haití.
La creación del teletón fue anunciada por MTV Networks el 15 de enero de 2010, tres días después del terremoto de Haití de 2010 el 12 de enero en el que murieron más de 70 000 personas. El evento es una de las respuestas humanitarias al terremoto. El teletón tuvo como modelos a otros eventos parecidos como el America: A Tribute to Heroes en 2001 y en 2005 Shelter from the Storm: A Concert for the Gulf COSAT.
El teletón, su álbum y su vídeo, estuvieron para la preventa en iTunes, que recaudó fondos para ayudar a Haití, y fueron dados a las siguientes organizaciones que estaban ayudando en Haití: El Programa Mundial de Alimentos, UNICEF, la Cruz Roja, Oxfam, la fundación Yéle Haiti y el Fondo Clinton Bush.